# 佐賀県道339号江北芦刈線
佐賀県道339号江北芦刈線（さがけんどう339ごう こうほくあしかりせん）は、佐賀県杵島郡江北町から小城市に至る一般県道である。

## 概要
杵島郡江北町大字佐留志から小城市芦刈町三王崎に至る。
2013年（平成25年）3月30日に開通した。このバイパス4 kmの開通により同日に開通した佐賀福富道路 芦刈IC・久保田IC両インターチェンジ間の全長2.8 kmとが結ばれた。
これにより国道34号と国道444号が結ばれ有明海沿岸道路ともつながるため武雄・江北方面から佐賀市南部地域への利便性が増した。また芦刈町から江北町まで20分以上要していたのが5分弱で行ける様になった。

### 路線データ
- 起点：佐賀県杵島郡江北町大字佐留志（宿交差点、国道34号交点）
- 終点：佐賀県小城市芦刈町三王崎（三王崎北交差点、国道444号交点、佐賀県道43号牛津芦刈線終点）

## 歴史
- 2013年（平成25年）3月30日 - 宿交差点 - 三王崎北交差点間のバイパスが開通[1]。
- 2014年（平成26年）3月28日 - 佐賀県告示第104号により、宿交差点 - 三王崎北交差点間のバイパスの旧道のうち、小城市の区間が県道指定から解除[2]。
- 2018年（平成30年）9月28日 - 佐賀県告示第389号により、宿交差点 - 三王崎北交差点間のバイパスの旧道のうち、杵島郡江北町の区間が県道指定から解除[3]。

## 路線状況

### 道路施設

#### 橋梁
- 牛津川橋（牛津川、小城市）

## 地理

### 通過する自治体
- 杵島郡江北町
- 小城市

### 交差する道路
| 交差する道路                     | 市町村名 | 市町村名 | 交差する場所 | 交差する場所          |
| -------------------------------- | -------- | -------- | ------------ | --------------------- |
| 国道34号 国道207号 重複          | 杵島郡   | 江北町   | 大字佐留志   | 宿交差点 / 起点       |
| 国道444号 佐賀県道43号牛津芦刈線 | 小城市   | 小城市   | 芦刈町三王崎 | 三王崎北交差点 / 終点 |

### 沿線
- JR九州長崎本線・佐世保線 江北駅（起点付近）
- イオン九州イオン江北店（起点付近）
- 小城市立小中一貫校芦刈観瀾校（終点付近）
- 佐賀福富道路 芦刈IC（終点付近）